# Edvard Hugo von Zeipel
Edvard Hugo von Zeipel (Österhaninge, 8 de fevereiro de 1873 – Uppsala, 8 de junho de 1959) foi um astrônomo sueco. 
Trabalhou de 1897 a 1900 no Observatório de Estocolmo e de 1901 a 1902 no Observatório de Pulkovo. De 1904 a 1906 trabalhou no Observatório de Paris.